# Нойз
Нойз (від англ. Noise — шум) — один з найстаріших стилів в індустріальній музиці; музичний жанр, в якому використовуються різноманітні звуки (найчастіше штучного і техногенного походження), неприємні і навіть болючі для людського слуху. Віднесення жанру «нойз» до музики досить суперечливо, оскільки шум сам по собі явище небажане — непередбачені та випадкові звуки, артефакти звукозаписної апаратури, які зазвичай видаляються з музичних записів.
У широкому сенсі, шум — це виключно гучний і дисгармонійний звук, який не має ніякого відношення до мелодії і музичним структурам. Однак, як не дивно, «нойз» для шанувальників жанру — не просто безглуздий шум. Найвідоміший нойз-музикант Масамі Акіта сказав: «Якщо під шумом ви маєте на увазі неприємні звуки, тоді поп-музика — це для мене шум».
Формально, нойз походить від таких музичних напрямів як індастріал і ембієнт.
Найбільший вплив нойз отримав в Європі, США та особливо в Японії. Особливо слід відзначити такий піджанр як Japanoise — «Джапанойз», або «Японойз», тобто Японський нойз.
В Україні елементи нойзу використовує гурт Ptakh Jung.
З 22 листопада 2023 року в Києві в клубі Otel’ проходять щотижневі івенти Нойз Щосереди.